# Tangerine Dream
Tangerine Dream – niemiecki zespół grający muzykę elektroniczną, założony w 1967 roku przez Edgara Froesego, który przez cały jego okres funkcjonowania był jego liderem, aż do swojej śmierci w styczniu 2015 roku.
We wczesnym okresie istnienia członkiem zespołu był Klaus Schulze, który później nie miał wpływu na dokonania grupy. Tangerine Dream wydawało swoje najbardziej rozpoznawalne płyty w składzie: Edgar Froese, Christopher Franke, Peter Baumann. Z początkiem lat 80. Baumanna zastąpił młodszy klawiszowiec Johannes Schmoelling. Znaczący wpływ na brzmienie zespołu miało odejście Frankego w 1987 roku.
Pierwsze albumy Tangerine Dream nagrane w pierwszej połowie lat 70. (ang. pink years) miały kluczowe znaczenie dla rozwoju krautrocka. Albumy z lat 1974–1983 (tzw. virgin years) i późniejsze dały podwaliny pod gatunek zwany new age.
Obok nagrań studyjnych i koncertowych, zespół stworzył oprawę muzyczną dla blisko trzydziestu filmów, w tym: Cena strachu, Złodziej, Twierdza, Ryzykowny interes, Podpalaczka, Legenda, Cisi ludzie. Wielu późniejszych fanów poznało muzykę zespołu właśnie dzięki tym filmom.

## Historia zespołu
Edgar Froese przyjechał do Berlina Zachodniego w połowie lat sześćdziesiątych, by studiować sztukę. Wśród wielu zajęć rzeźbił pod kierunkiem Salvadora Dalego. Jego pierwszy rhythmandbluesowy zespół The Ones po wydaniu zaledwie jednego singla stopniowo zaczął się rozpadać, a Froese zwrócił się w stronę muzyki eksperymentalnej, występując z różnymi muzykami. Większość tych występów odbywała się w sławnym klubie nocnym The Zodiac, choć zespół Edgara Froesego został także zaproszony do grania dla jego dawnego nauczyciela, Salvadora Dalego. W czasie tych występów muzyka mieszała się z literaturą, malarstwem, wczesną postacią multimediów i innymi formami sztuki. Uwagę publiczności przyciągały jedynie najdziwaczniejsze pomysły, co Froese podsumował: „Możliwości artystyczne często kryją się w absurdzie”. W miarę, jak przez zespół przewijali się kolejni członkowie jego muzyka zdradzała coraz wyraźniejsze wpływy surrealizmu, a zespół przybrał ostatecznie surrealistyczną nazwę Tangerine Dream (Mandarynkowy Sen).
Froese fascynował się techniką i wykazywał spory talent w jej wykorzystywaniu do tworzenia muzyki. Konstruował instrumenty, a gdziekolwiek się udał nagrywał na magnetofonie odgłosy otoczenia, by później wykorzystać je w swojej muzyce. Jego wczesna działalność z wykorzystaniem pętli taśmowych i innych źródeł powtarzających się dźwięków bezpośrednio poprzedziła w czasie narodziny sekwencera, którego nie omieszkał w krótkim czasie włączyć do swojego instrumentarium.
Najbardziej godna uwagi była współpraca Edgara Froesego z Chrisem Frankem. Franke przeszedł do Tangerine Dream w 1970 z zespołu Agitation Free, by zastąpić grającego na perkusji Klausa Schulzego, a ostatecznie stał się sekwencerowym guru zespołu. To za jego sprawą centralnym elementem w muzyce zespołu stały się rytmiczne, pulsujące motywy syntezatorowe. Niemal dwie dekady później, w 1987, Franke opuścił Tangerine Dream z powodu różnic w koncepcjach artystycznych. Dla wielu fanów Chris Franke był sercem zespołu z racji jego biegłości w operowaniu sekwencerem, a luka, jaką po sobie zostawił, wydaje się wciąż niewypełniona.
W zespole przez dłuższe okresy grali także: Peter Baumann (1972-1977), który później założył wytwórnię płytową Private Music, dla której zespół nagrywał w latach 1988–1991; Johannes Schmoelling (1980–1985); Paul Haslinger (1986–1990); syn Edgara, Jerome (1990–2007). Obecnie Tangerine Dream to trio Thorsten Quaeschning – Hoshiko Yamane – Ulrich Schnauss, z którym okazjonalnie współpracują muzycy sesyjni.
W Tangerine Dream pojawiali się na krótko także inni muzycy. W odróżnieniu od muzyków sesyjnych, mieli oni swój wkład w twórczość zespołu. Pięciu najważniejszych spośród nich to Steve Schroyder (organy, 1971-72), Michael Hoenig (zastąpił Baumanna w trakcie trasy koncertowej w Australii w 1975 oraz podczas jednego koncertu w Londynie w tym samym roku), Steve Jolliffe (instrumenty dęte drewniane i śpiew na Cyclone i w trakcie promującej album trasy; wcześniej przez krótki czas grał w TD w 1969), Ralf Wadephul (skomponował jeden utwór z Optical Race i występował z zespołem podczas trasy promującej album) oraz Linda Spa (saksofonistka; pojawiła się na wielu albumach i koncertach z lat 1990–1996, a później od 2005 roku).

### Lata 70.
Pierwszy album Tangerine Dream, Electronic Meditation, był kolażem dźwiękowym, w którym wykorzystano dostępne ówcześnie środki techniczne – nie było wśród nich syntezatorów, późniejszego podstawowego elementu instrumentarium zespołu. Album jest zapisem współpracy Edgara Froesego, Klausa Schulzego i Conrada Schnitzlera. Został wydany w 1970 roku przez wytwórnię Ohr i zapoczątkował tzw. „okres różowy” („Pink Years”; logo wytwórni miało formę różowego ucha). Począwszy od drugiego albumu, Alpha Centauri, zespół funkcjonował najczęściej jako duet lub trio instrumentów elektronicznych, uzupełnionych o gitarę (Froese), perkusję (Franke); czasami w zespole pojawiali się też gościnnie muzycy grający na innych instrumentach. W tym okresie zespół szczególnie intensywnie wykorzystywał melotron. Większość albumów była czysto instrumentalna – dwa późniejsze albumy, na których pojawił się śpiew z konkretnym tekstem, Cyclone (1978) i Tyger (1987), spotkały się z dezaprobatą ze strony fanów. Choć okazjonalnie na płytach Tangerine Dream pojawiał się wokal, np. w utworze „Kiew Mission” (Exit, 1981), zespół dopiero ostatnio powrócił do dłuższych form tekstowych, w muzycznej trylogii The Divine Comedy, opartej na Boskiej Komedii.
W 1973 roku Tangerine Dream podpisali kontrakt z nowo powstałą Virgin Records. Wkrótce później wydali album Phaedra, nieziemską impresję dźwiękową, która niespodziewanie dotarła do 14. miejsca na liście najpopularniejszych albumów w Wielkiej Brytanii, stając się jednym z pierwszych autentycznych przebojów Virgin. Phaedra była pierwszym komercyjnym wydawnictwem, w którym wykorzystano sekwencery i była zalążkiem brzmienia nie tylko Tangerine Dream. Tytułowy utwór był niejako szczęśliwym zrządzeniem losu – zespół eksperymentował w studiu ze świeżo nabytym syntezatorem VCS 3 i tak się złożyło, że akurat włączone było nagrywanie. Muzycy postanowili zachować rezultat eksperymentów, po czym dodali nagrania z udziałem melotronu i fletu. Kapryśny VCS 3, jak wiele wczesnych syntezatorów, był czuły na zmiany temperatury: jego oscylatory rozstrajały się w miarę rozgrzewania się sprzętu, co wyraźnie słychać w ostatnim utworze. Płyta zapoczątkowała tzw. „okres virginowski” („Virgin Years”).

### Lata 80.
W latach osiemdziesiątych, wraz z innymi pionierami muzyki elektronicznej, jak Jean-Michel Jarre czy Mike Oldfield, zespół zaczął stosować – wtedy nowość – technologię cyfrową, która radykalnie zmieniła brzmienie syntezatorów. Technicznej biegłości i rozległemu doświadczeniu z własnoręcznie budowanymi instrumentami z wczesnego okresu działalności, a także niekonwencjonalnymi sposobami wydobywania dźwięków, muzycy zawdzięczali zdolność do wykorzystania nowej techniki do tworzenia nowatorskiej muzyki. Współczesnemu słuchaczowi albumy z tamtego okresu mogą nie wydawać się szczególnie odkrywcze, jednak tylko dlatego, że zastosowane wówczas urządzenia są dziś wszechobecne.
W latach 70. i 80. zespół występował na szeroką skalę. Na koncertach prezentowany był w znacznej mierze materiał niedostępny w wersji studyjnej, często improwizowany, co prowadziło do powstawania licznych bootlegów. Zespół znany był z bardzo głośnych i długich występów. Muzycy wydali szereg albumów koncertowych. Na niektórych z nich można usłyszeć materiał „w opracowaniu”, który później miał się stać podstawowym elementem nagrań studyjnych. Jednym z przykładów jest Pergamon – zapis koncertu w Berlinie Wschodnim krótko po przyjęciu do zespołu Johannesa Schmoellinga, z którego wiele motywów znalazło się później na płycie Tangram.
Najwcześniejsze koncerty Tangerine Dream były z dzisiejszego punktu widzenia dość nudne od strony wizualnej – trzech mężczyzn siedzących godzinami nieruchomo przy olbrzymich szafach z elektroniką pospinaną kablami i mrugającymi gdzieniegdzie światełkami. Niektóre występy odbywały się nawet w zupełnej ciemności! Z upływem czasu i postępem techniki koncerty stały się bardziej wyszukane, wykorzystywano efekty wizualne, oświetlenie, lasery, środki pirotechniczne i wyświetlane obrazy. Podczas amerykańskiej trasy w 1977 roku wykorzystano pełnowymiarowy system Laserium.
Po występie w Berlinie Wschodnim w 1980 roku, kiedy to Tangerine Dream stali się jednym z pierwszych znaczących zachodnich zespołów, jakie wystąpiły w krajach komunistycznych, zespół zyskał ogromną popularność za żelazną kurtyną. W Polsce wczesnych lat 80. byli jednym z najpopularniejszych zespołów, a ich występ w Warszawie uwieczniony został na dwupłytowym albumie Poland. Abstrakcyjny charakter muzyki i zasadniczo brak tekstu nie przyciągał uwagi państwowej cenzury, czego nie można było powiedzieć o wielu innych zespołach zachodnich. Album Poland był pierwszym wydanym przez wytwórnię Jive Electro, rozpoczynając tym samym „okres niebieski” („Blue Years”).
W latach 80. grupa nagrała muzykę do ponad dwudziestu filmów. Edgar Froese interesował się tą dziedziną od końca lat 60.. W wielu przypadkach zespół wykorzystywał fragmenty płyt studyjnych lub kompozycje będące aktualnie w przygotowaniu do wydania. Przykładem może być podobieństwo pomiędzy „Igneous” z albumu Thief (muzyka do „Złodzieja” Michaela Manna) i „Thru Metamorphic Rocks” z Force Majeure. Po raz pierwszy muzyka Tangerine Dream pojawiła się w telewizji, gdy do serialu Streethawk wykorzystano fragmenty z nagrywanego właśnie albumu Le Parc. Do bardziej znanych ścieżek dźwiękowych należą Sorcerer („Cena strachu”), The Keep („Twierdza”), Risky Business („Ryzykowny interes”), Legend („Legenda”) oraz The Park Is Mine (Władca Cetral Parku). Płyty zespołu z muzyką filmową bywają równie udane i popularne, co normalne albumy studyjne, a wielu fanów odkryło Tangerine Dream właśnie poprzez kino lub telewizję.

### Ostatnie lata
W przeszłości zespół był związany kontraktami z wytwórniami Ohr, Virgin, Jive Electro, Private Music i Miramar, a część muzyki filmowej wydawana była przez Varese Saraband. W 1996 roku muzycy założyli własną wytwórnię – TDI. Późniejsze płyty nie są zwykle dostępne w zwykłej sprzedaży, a nabyć je można wysyłkowo. Dotyczy to również nagrań z Miramar, prawa do których zespół odkupił. Właścicielem nagrań z katalogów Ohr i Jive Electro (okresy „różowy” i „niebieski”) jest obecnie Sanctuary Records.
Edgar Froese wydał także szereg płyt solowych, podobnych w charakterze do twórczości Tangerine Dream. Dla fanów grupy interesujące mogą być także dzieła solowe Christophera Frankego, Johannesa Schmoellinga, Klausa Schulzego, Michaela Hoeniga i Paula Haslingera.
Do 2005 roku Tangerine Dream to Edgar i Jerome Froese, z którymi na koncertach i w studiu grali głównie Iris Camaa i Linda Spa. W tym roku do zespołu dołączył Thorsten Quaeschning, który w przeciwieństwie do zapraszanych muzyków studyjnych i koncertowych był również współkompozytorem muzyki na kolejnych albumach studyjnych. W 2007 roku Jerome Froese ostatecznie odszedł z grupy i skoncentrował się na karierze solowej. Od tego momentu za brzmienie i kompozycje Tangerine Dream odpowiedzialni byli Froese i Quaeschning. Ostatnio współpracowali z Jeanem-Michelem Jarre’em. W styczniu 2015 roku zmarł Edgar Froese, a sam zespół prowadzi obecnie Thorsten w ramach tzw. „okresu kwantowego” („Quantum Years”).

## Muzycy
- Peter Baumann (1971-1977) – instrumenty klawiszowe
- Christopher Franke (1971-1987) – instrumenty klawiszowe, perkusja
- Edgar Froese (1967-2015) – instrumenty klawiszowe, gitara, gitara basowa
- Jerome Froese (1990–2007) – instrumenty klawiszowe
- Lanse Haprhash – instrumenty klawiszowe
- Paul Haslinger (1986–1990) – instrumenty klawiszowe
- Kurt Herkenberg – śpiew, gitara basowa
- Michael Hoenig (1975) – instrumenty klawiszowe
- Volker Hombach – instrumenty klawiszowe
- Steve Jolliffe (1978) – śpiew, saksofon, flet, instrumenty klawiszowe
- Klaus Krieger (1978–1979) – perkusja
- Johannes Schmoelling (1979–1985) – instrumenty klawiszowe
- Conrad Schnitzler – instrumenty klawiszowe
- Steve Schroyder – instrumenty klawiszowe
- Klaus Schulze – perkusja
- Linda Spa – saksofon, instrumenty klawiszowe
- Iris Camaa – instrumenty perkusyjne
- Thorsten Quaeschning (od 2005) – instrumenty klawiszowe, instrumenty smyczkowe
- Ulrich Schnauss (2014–2020) – instrumenty klawiszowe
- Hoshiko Yamane (od 2011) – instrumenty smyczkowe
- Paul Frick (od 2020) – instrumenty klawiszowe

## Dyskografia
Granica pomiędzy studyjnymi i koncertowymi albumami Tangerine Dream nie jest wyraźna. Albumy oznaczone jako koncerty często zawierają uzupełnienia dograne w studiu. Skrajnym przypadkiem jest wydawnictwo Live Miles, którego mniej niż 1/3 rzeczywiście pochodzi z koncertów. Jako że albumy koncertowe zespołu zawierają w znacznej części muzykę nie pochodzącą z płyt studyjnych, rozróżnienie na płyty studyjne i koncertowe jest w wypadku Tangerine Dream mało użyteczne. Dopiero w ostatnim okresie (od 1997) zespół zaczął wydawać „zwykłe” albumy koncertowe, czyli takie, na których gra głównie utwory z wcześniejszych płyt studyjnych.

- 1970: Electronic Meditation
- 1971: Alpha Centauri
- 1972: Zeit
- 1973: Atem
- 1974: Phaedra
- 1975: Rubycon
- 1975: Ricochet (płyta koncertowa)
- 1976: Stratosfear
- 1977: Encore (płyta koncertowa)
- 1977: Sorcerer (soundtrack)
- 1978: Cyclone
- 1979: Force Majeure
- 1980: Tangram
- 1980: Quichotte (płyta koncertowa)
- 1981: Exit
- 1981: Thief (soundtrack)
- 1982: Logos (płyta koncertowa)
- 1982: White Eagle
- 1983: Wavelength (soundtrack)
- 1983: Hyperborea
- 1983: Risky Business (soundtrack)
- 1984: Poland (płyta koncertowa)
- 1984: Firestarter (soundtrack)
- 1984: Flashpoint (soundtrack)
- 1984: Heartbreakers (soundtrack)
- 1985: Le Parc
- 1985: Legend (soundtrack)
- 1985: Pergamon (reedycja Quichotte)
- 1985: Shy People (soundtrack)
- 1986: Green Desert
- 1986: Underwater Sunlight
- 1986: The Park Is Mine (soundtrack)
- 1987: Tyger
- 1987: Near Dark (soundtrack)
- 1987: Three O’Clock High (soundtrack)
- 1987: Deadly Care (soundtrack)
- 1988: Canyon Dreams
- 1988: Livemiles (płyta koncertowa)
- 1988: Optical Race
- 1989: Lily on the Beach
- 1989: Miracle Mile (soundtrack)
- 1990: Melrose
- 1990: Dead Solid Perfect (soundtrack)
- 1990: Destination Berlin (soundtrack)
- 1991: The Man Inside (soundtrack)
- 1992: Rockoon
- 1992: Live In America
- 1992: Quinoa
- 1993: 220 Volt (płyta koncertowa)
- 1994: Turn of the Tides
- 1995: Tyranny of Beauty
- 1995: The Dream Mixes
- 1996: Goblins’ Club
- 1996: Zoning (soundtrack)
- 1997: TimeSquare – Dream Mixes 2
- 1997: Tournado
- 1998: Ambient Monkeys
- 1998: Atlantic Walls
- 1998: Atlantic Bridges
- 1998: Dream Encores
- 1998: The Hollywood Years 1
- 1998: The Hollywood Years 2
- 1998: Oasis (soundtrack)
- 1998: Transsiberia
- 1999: What a Blast! (soundtrack)
- 1999: Mars Polaris
- 1999: Great Wall of China
- 2000: The Seven Letters from Tibet
- 2001: Dream Mixes 3 – The Past Hundred Moons
- 2002: Inferno (Dante Alighieri – La Divina Commedia)
- 2003: Mota Atma (soundtrack)
- 2003: Rockface
- 2004: Dream Mixes 4
- 2005: Kyoto
- 2005: Phaedra 2005
- 2005: Jeanne D’Arc
- 2005: Rocking Mars
- 2006: Blue Dawn
- 2007: Madcap’s Flaming Duty
- 2007: Springtime In Nagasaki – Part One
- 2007: Summer In Nagasaki – Part Two
- 2007: One Times One – cupdisc*
- 2007: Bells Of Accra – Singel
- 2007: One Night In Space – Singel
- 2008: Purple Diluvial – cupdisc*
- 2008: Das Romantische Opfer – cupdisc*
- 2008: Fallen Angels – cupdisc*
- 2008: Autumn In Nagasaki – Part Three
- 2008: Booster II – Singles Collection – 2CD
- 2011: Finnegan’s Wake
- 2011: The Gate of Saturn
- 2012: Booster V
- 2013: Cruise to Destiny
- 2014: Mala Kunia
- 2015: Quantum Key
- 2016: The Official Bootleg Series Volume Two
- 2016: Live at The Philharmony Szczecin – Poland
- 2016: Particles
- 2017: Quantum Gate
- 2017: The Sessions I
- 2017: Light Flux
- 2018: The Sessions II
- 2018: The Sessions III
- 2018: The Sessions IV
- 2019: Live at Augusta Raurica Switzerland 2016
- 2019: The Official Bootleg Series Volume Three
- 2019: In Search of Hades: The Virgin Recordings 1973 – 1979
- 2020 Recurring Dreams
- 2022 Raum

## Wideografia
- 1983: Live in Warsaw
- 1992: Live in America
- 1999: The Video Dream Mixes
- 2006: Live at the Tempodrom
- 2008: The Epsilon Journey
- 2008: Loreley
- 2009: Rocking Out The Bats
- 2010: Live in Lisbon

## Nagrody, pozycje na listach przebojów i rekordy
| Albumy na liście The Billboard 200 |             |         |
| Rok                                | Album       | pozycja |
| 1974                               | Phaedra     | 196     |
| 1977                               | Encore      | 178     |
| 1977                               | Sorcerer    | 153     |
| 1977                               | Stratosfear | 158     |
| 1981                               | Exit        | 195     |
| 1981                               | Thief       | 115     |
| 1986                               | Legend      | 96      |